# Las grandes bañistas (Renoir)
Las grandes bañistas es un cuadro de Auguste Renoir, pintado entre los años 1884 y 1887, que cierra el «periodo ingresco» de la obra del pintor. Se conserva en el Museo de Arte de Filadelfia (Estados Unidos).

## Historia
Esta gran pintura, que Renoir empezó poco después de su retorno de Italia, marca una etapa importante en su obra. Se inspira en una escultura de François Girardon, El baño de las ninfas (1672), bajorrelieve en plomo realizado para una fuente del parque de Versalles, pero había sido igualmente influenciado por obras de Ingres y, sobre todo, por los frescos de Rafael, de cuyo arte se impregnó a lo largo de su viaje a Italia. Estos dos grandes artistas van a influir desde entonces en la manera de pintar y de dibujar de Renoir, que a partir de ese momento pintará de una manera más disciplinada y más clásica. Renunció a pintar al aire libre y convirtió el desnudo femenino —hasta ese momento ausente en su pintura— en su tema principal.
En esta época, Renoir empezaba a desmarcarse del impresionismo y atravesaba un periodo de dudas. Más tarde confesará a Ambroise Vollard:

Hacia 1883, se había producido una fragmentación en mi obra. Yo había llegado hasta el límite del impresionismo y llegué a la constatación de que no sabía ni pintar ni dibujar. En una palabra, estaba en un callejón sin salida.

Antes de decidirse a exponer Las grandes bañistas, Renoir trabajó en el cuadro durante de tres años. Fue el tiempo más largo dedicado a uno de sus cuadros. Durante ese periodo realizó numerosos estudios preparatorios con lápiz de plomo, tinta, tiza y acuarela.
El lienzo se expuso en la exposición internacional de 1887, en la prestigiosa galería de Georges Petit, junto con Paul Durand-Ruel, uno de los marchantes de arte más significados de la época. Renoir estaba intranquilo y se preguntaba qué acogida daría el público a su nuevo estilo. Para la exposición, puso un subtítulo al cuadro: Essai de peinture décorative (Ensayo de pintura decorativa). Pero esta obra maestra fue acogida de maneras diversas. Aunque Claude Monet y el escritor Marcel Proust apreciaron la obra —Monet habló del «soberbio cuadro de las bañistas» y Proust lo encontró «uno de los más bellos de Renoir»—, el cuadro recibió tal cantidad de críticas negativas que Renoir decidió poner fin al periodo ingresco.

## Modelos
Las dos principales modelos de Las grandes bañistas son Aline Charigot, la rubia sentada en segundo término —que fue una de sus modelos favoritas antes de convertirse en su mujer en 1890—, y Suzanne Valadon, la morena, pintora a su vez y madre de Maurice Utrillo.

## Descripción
Su nueva manera —iniciada a su vuelta de Italia—, que corresponde al periodo conocido como «seco» o «ingresco», se caracteriza, en primer lugar, por un dibujo más preciso y un aplat (uniformidad de color), como en Los paraguas (1882-1884) o El baile en la ciudad (1883). En Las grandes bañistas Renoir añade un contorno neto, una materia lisa y un reparto de la luz uniforme. Dibuja las formas con más rigor y los colores se vuelven más fríos. Deseaba que las formas femeninas estuvieran más perfiladas, estructuradas, lo que le reprocha Camille Pissarro. Los cuerpos se vuelven más importantes que los decorados, aunque estos aún conserven un papel. El decorado no es más que un fondo. Se inspira profundamente en Cézanne, con el que había pasado algún tiempo pintando en L'Estaque a su retorno de Italia.